# Stephen Maguire
Stephen Maguire (Glasgow, 13 marzo 1981) è un giocatore di snooker scozzese, professionista dal 1998, numero 12 del ranking, vincitore dello UK Championship 2004.

## Carriera
Stephen Maguire è diventato professionista nel 1998 a 17 anni.
Nel 2004 vinse il suo primo torneo valevole per la classifica Ranking, battendo l'inglese Jimmy White per 9-3 nella finale dello European Open.
Nella stagione 2004-2005 arriva in finale al British Open perdendo poi contro il connazionale John Higgins.
La prima vera soddisfazione arrivò 2 settimane dopo vincendo a sorpresa lo UK Championship travolgendo David Gray 10-1. La buona annata gli valse il 3º posto.
Dopo 3 stagioni vinse nuovamente un titolo Ranking, imponendosi al Northern Ireland Trophy. Un mese dopo fu sconfitto dall'inglese Ronnie O'Sullivan nella finale dello UK Championship.
Durante le stagioni 2008-2009 e 2009-2010 si stanziò al 2º posto, risultato che è la sua massima classificazione in carriera.
Dopo aver battuto Shaun Murphy al China Open 2008, Maguire ci mise 5 anni per vincere un altro torneo, infatti, nel 2013 trionfò al Welsh Open battendo 9-8 l'inglese Stuart Bingham.
All'inizio della stagione 2014-2015 vinse il Six-Red World Championship contro Ricky Walden. Alla fine di questa annata partecipò alla World Cup facendo coppia con John Higgins. I due arrivarono in finale perdendo a sorpresa contro la Cina B di Yan Bingtao e Zhou Yuelong 4-1.
Maguire inizia molto bene la stagione 2019-2020 vincendo con Higgins la World Cup e proprio contro il connazionale il suo secondo Six-Red World Championship.
L'8 dicembre perde la sua seconda finale su tre disputate allo UK Championship contro Ding Junhui per 10-6. Successivamente, lo scozzese è chiamato a sostituire Ding al Tour Championship, a causa di un suo forfait, dovuto ad un'impossibilità di viaggiare in Inghilterra dalla Cina. Maguire esordisce nella competizione battendo 9-5 Neil Robertson; in questa sfida, riesce a realizzare anche sei "centoni", tra cui quattro consecutivi, eguagliando il record di John Higgins, Neil Robertson, Shaun Murphy e Gary Wilson. In semifinale, Maguire supera Judd Trump, con il punteggio di 9-6, portando a casa gli ultimi quattro frames in seguito. In finale, lo scozzese sconfigge Mark Allen per 10-6, conquistando il suo sesto titolo Ranking in carriera, e il primo dal Welsh Open 2013. Inoltre, Maguire porta casa anche la seconda edizione della Coral Cup e il premio per il miglior break (139).

## Rivalità
Stephen Maguire è da sempre un rivale di Shaun Murphy. I due hanno avuto un primo incidente riguardante il gessetto per la stecca al Grand Prix 2004, anche se lo scozzese ha dichiarato di avere già avuto un cattivo rapporto con l'inglese. Durante il Campionato mondiale 2006 Maguire ha detto di non voler diventare un campione del mondo grasso facendo riferimento a Murphy che era diventato campione nell'anno precedente.

## Vita privata
Sposato con Sharon, ha tre figli. Si allena spesso a Glasgow con John Higgins e Anthony McGill.

## Ranking[20]
| Stagione  | Ranking iniziale | Ranking finale |
| --------- | ---------------- | -------------- |
| 1998-1999 | Non classificato | 193            |
| 1999-2000 | 193              | 100            |
| 2000-2001 | 100              | 52             |
| 2001-2002 | 52               | 52             |
| 2002-2003 | 52               | 41             |
| 2003-2004 | 41               | 24             |
| 2004-2005 | 24               | 3              |
| 2005-2006 | 3                | 9              |
| 2006-2007 | 9                | 10             |
| 2007-2008 | 10               | 2              |
| 2008-2009 | 2                | 2              |
| 2009-2010 | 2                | 6              |
| 2010-2011 | 6                | 8              |
| 2011-2012 | 8                | 4              |
| 2012-2013 | 4                | 5              |
| 2013-2014 | 5                | 17             |
| 2014-2015 | 14               | 15             |
| 2015-2016 | 15               | 18             |
| 2016-2017 | 18               | 24             |
| 2017-2018 | 24               | 17             |
| 2018-2019 | 17               | 16             |
| 2019-2020 | 16               | 9              |
| 2020-2021 | 9                | 9              |
| 2021-2022 |                  |                |

### Maximum breaks: 3
| N° | Anno | Competizione                 | Avversario       | Note   |
| -- | ---- | ---------------------------- | ---------------- | ------ |
| 1  | 2000 | Scottish Open Qualificazioni | Phaitoon Phonbun | [ 21 ] |
| 2  | 2008 | China Open                   | Ryan Day         | [ 22 ] |
| 3  | 2016 | Shanghai Masters             | Yi Chen Xu       | [ 23 ] |

## Tornei vinti

### Titoli Non-Ranking: 2
| Titoli Ranking          | Titoli Ranking | Titoli Ranking | Titoli Ranking |
| ----------------------- | -------------- | -------------- | -------------- |
| Competizione            | Anno           | Avversario     | Note           |
| UK Championship         | 2004           | David Gray     | [ 5 ]          |
| European Open           | 2004           | Jimmy White    | [ 3 ]          |
| Northern Ireland Trophy | 2007           | Fergal O'Brien | [ 6 ]          |
| China Open              | 2008           | Shaun Murphy   | [ 9 ]          |
| Welsh Open              | 2013           | Stuart Bingham | [ 10 ]         |
| Tour Championship       | 2020           | Mark Allen     | [ 18 ]         |

| Titoli Non-Ranking                   | Titoli Non-Ranking | Titoli Non-Ranking | Titoli Non-Ranking |
| ------------------------------------ | ------------------ | ------------------ | ------------------ |
| Competizione                         | Anno               | Avversario         | Note               |
| Merseyside Professional Championship | 2003               | Mark Davis         | [ 24 ]             |
| Pro Challenge Series 1               | 2009               | Alan McManus       | [ 25 ]             |

| In squadra   | In squadra         | In squadra | In squadra |
| ------------ | ------------------ | ---------- | ---------- |
| Competizione | Anno/Compagno      | Avversario | Note       |
| World Cup    | 2019/ John Higgins | Cina B     | [ 14 ]     |

| Tornei varianti            | Tornei varianti | Tornei varianti             | Tornei varianti |
| -------------------------- | --------------- | --------------------------- | --------------- |
| Competizione               | Anno            | Avversario                  | Note            |
| Six-Red World Championship | 2014 - 2019     | Ricky Walden - John Higgins | [ 11 ] [ 16 ]   |

- Players Tour Championship: 2 (FFB Snooker Open 2012, Evento 1 2012)
- European Tour: 1 (Lisbon Open 2014)

## Finali perse

### Titoli Non-Ranking: 2
| Titoli Ranking  | Titoli Ranking | Titoli Ranking                  | Titoli Ranking |
| --------------- | -------------- | ------------------------------- | -------------- |
| Competizione    | Anno           | Avversario                      | Note           |
| UK Championship | 2007 - 2019    | Ronnie O'Sullivan - Ding Junhui | [ 7 ] [ 17 ]   |
| British Open    | 2004           | John Higgins                    | [ 4 ]          |
| Welsh Open      | 2011           | John Higgins                    | [ 26 ]         |
| German Masters  | 2012           | Ronnie O'Sullivan               | [ 27 ]         |
| China Open      | 2012           | Peter Ebdon                     | [ 28 ]         |
| Riga Masters    | 2017           | Ryan Day                        | [ 29 ]         |

| Titoli Non-Ranking                   | Titoli Non-Ranking | Titoli Non-Ranking | Titoli Non-Ranking |
| ------------------------------------ | ------------------ | ------------------ | ------------------ |
| Competizione                         | Anno               | Avversario         | Note               |
| Merseyside Professional Championship | 2002               | Mark Davis         | [ 30 ]             |
| Beijing International Challenge      | 2009               | Liang Wenbó        | [ 31 ]             |

| In squadra   | In squadra         | In squadra | In squadra |
| ------------ | ------------------ | ---------- | ---------- |
| Competizione | Anno/Compagno      | Avversario | Note       |
| World Cup    | 2015/ John Higgins | Cina B     | [ 12 ]     |

- Players Tour Championship: 2 (Evento 1 2010, Evento 2 2012)
- Euro Players Tour Championship: 1 (MIUS Cup 2010)